# Stoß (Glücksspiel)
Stoß, auch Meine Tante, deine Tante, Schnitt oder Naschi-Waschi, (von tschechisch: naši – vaši, dt.: unsere – euere) ist als Abart der Bassette bzw. des Landsknecht, manchmal mit ihnen gleichgesetzt", ein dem Pharo ähnliches Kartenspiel, das mit 32 Blatt doppeldeutscher oder französischer Karten gespielt wird. Es ist ein vor allem im Wiener Rotlichtmilieu früher sehr populäres, wenn auch verbotenes Glücksspiel (vgl. Liste verbotener Spiele des k.u.k. Justizministeriums). Im Gegensatz zum eleganten Pharo, das ein bevorzugter Zeitvertreib der Aristokratie im 18. und 19. Jahrhundert war, hat das Stoßspiel einen sehr schlechten Ruf.

## Das Spiel
Ein Spieler, der sog. „Bankerer“ hält die Bank; beliebig viele Spieler, die sogenannte „Galerie“, setzt gegen ihn.
Anmerkung: Galerie ist eine Bezeichnung für die Wiener Unterwelt; dieser Name leitet sich möglicherweise vom Fotoalbum der Polizei ab, das ebenfalls Galerie genannt wird; die darin abgebildeten Personen heißen Galeristen (vgl. Bukidomino).
Als Tableau dienen zwei quadratische Bierdeckel, die an den Ecken wie folgt bezeichnet sind:
```
 A----K    O----U
 |    |    |    |
 7----8    9---10
```

Ein Spieler, der „Schneiderer“, „schneidet“ (d. h. mischt) die Karten und schichtet sie zu einem Stapel.
Der Spieler, der den höchsten Einsatz tätigt, der „Guckerer“, nimmt die unterste Karte des
Stoßes, die „Guck“, zeigt sie den übrigen Spielern und schneidet sie in den Stapel hinein. An dieser Stelle wird abgehoben: die darüberliegenden Karten kommen nach unten, die Guck wird nicht mehr benutzt.
Nun zieht der Bankerer nacheinander jeweils zwei Karten ab. Die erste Karte eines Abzugs heißt „Schuss“ (auch: „Stuss“), die zweite ist der „Einwender“.
Wird zum Beispiel als erste Karte ein König und als zweite ein Achter gezogen, so verlieren alle Einsätze auf „K“ und alle Einsätze auf „8“ gewinnen im Verhältnis 1:1; die Einsätze auf den übrigen Werten bleiben unverändert – sie dürfen allenfalls erhöht, aber keinesfalls verringert werden.
Fallen in einem Abzug zwei gleichrangige Karten – dieser Fall wird Wienerisch „Blia“ genannt von franz. Plié (vgl. Landsknecht) – also zum Beispiel zwei Ober, so gewinnt die Bank die Einsätze auf diesem Wert.
Hat ein Spieler gewonnen, so hat er „einen Schnitt gemacht“.
Nach 14 Abzügen bleiben noch drei Karten, der sog. „Stock“ übrig, sie werden nicht mehr verwendet; die Karten werden gemischt und eine neue Partie beginnt.
Zum Personal einer Stoßpartie gehören weiters
- der „Saugerl“, der den Spielern zu Wucherzinsen Geld leiht, und
- der „Schmierer“, der Aufpasser vor der Polizei.

## Ergänzungen

### Bankvorteil
Das Stoßspiel ist dem Pharo von den Regeln her sehr ähnlich, die Unterschiede – Stoß wird mit 32 Blatt, Pharo mit 52 Blatt gespielt; beim Stoßspiel gewinnt die Bank bei Abzug zweier gleichrangiger Karten den vollen Einsatz, beim Pharo nur die Hälfte – sind aber wesentlich: Der Bankvorteil beträgt beim Stoß 6,56 % beim Pharo jedoch nur 1,98 %.

### Stuss oder Jewish Faro
Die in den USA um 1885 von Gangstern der New Yorker Lower East Side weiter entwickelte Faro-Variation Stuss (vom jiddischen shtos, stos) oder auch Jewish Faro ist den Regeln nach fast identisch mit dem Stoßspiel, wird jedoch mit 52 Karten eines französischen Blattes gespielt.
Stuss kennt weniger Feinheiten als Faro, ist daher leichter zu erlernen und auch schneller. Der Profit der Bank ist freilich größer als beim Faro (Faro: halber Verlust bei Plié, Bankvorteil 1,98 %; Jewish Stuss: vollständiger Verlust, Bankvorteil 3,96 %), weshalb Jewish Stuss bei den Betreibern der Spielhöllen (Gambling dens, Stuss parlors, Stuss houses) wesentlich beliebter als das ursprüngliche Spiel war.

## Zitat
Travnicek: „Heeren S' „Stoßspielen“ kann i in jedem Kaffeehaus. Brauch i net an' Baccarat-Tisch gehen …“

aus Der Travnicek (Travnicek am Mittelmeer) von Carl Merz und Helmut Qualtinger